# Соколов-Митрич, Дмитрий Владимирович
Дми́трий Влади́мирович Соколо́в-Ми́трич (настоящая фамилия — Соколо́в; род. 2 мая 1975, Гатчина, Ленинградская область) — российский писатель, поэт и журналист, специальный корреспондент газеты «Известия». С октября 2008 года по апрель 2015 года — заместитель главного редактора журнала «Русский репортёр».

## Биография
Родился в 1975 году в Гатчине, вырос в подмосковном городе Электросталь. Окончил факультет журналистики МГУ. В юности писал стихи, в 1997 году выпустил книгу стихов «Конверт».
В 2007 году написал книгу «Нетаджикские девочки. Нечеченские мальчики». Историк Г. В. Кожевникова оценивает эту книгу как эксплуатирующую язык вражды и создающую негативный образ национальных меньшинств. По её мнению, это делается путём представления любых уголовных инцидентов, в которых участвовали люди разной национальности, как межэтнических конфликтов или преступлений на национальной почве.
Автор трёх документальных фильмов и одиннадцати книг. Ведёт публицистические колонки в газете «Известия», на сайте РИА Новости и на портале «Взгляд.ру», в православном журнале «Фома», на сайте Православие.ру.
В 2014 году написал и выпустил в издательстве «Манн, Иванов и Фербер» книгу «Яндекс. Книга» — историю компании «Яндекс».
После этого проекта Дмитрий Соколов-Митрич стал предпринимателем и основал собственную компанию — Лабораторию «Однажды». с 2015 по 2023 она выпустила более 50 книг о российском бизнесе и более сотни публикаций о предпринимателях России и других стран.
В ноябре 2019 года под руководством Дмитрия в Екатеринбурге было запущено новое СМИ Bombus, однако уже в январе 2020 года издание сменило название, руководство и формат. Сам Дмитрий Соколов-Митрич сказал, что основная причина заключается в том, что это его «первый опыт строительства медиа с нуля».
14 января 2020 года проект был закрыт. Всем журналистам предложили продолжить работу в составе нового проекта под началом руководителя экспертной группы «Крымский проект» Игоря Рябова — провластного издания «Октагон. Медиа», наблюдательный совет которого возглавил политолог Сергей Михеев 31 октября 2023 года Игорь Рябов был задержан правоохранительными органами в рамках уголовного дела о клевете.

## Награды
- Премия «Золотое перо России» (2018)[9].
- Премия «Искра» (2007 и 2010).
- Премия Правительства Москвы (2005).
- Премия «Золотой гонг» (2004).
- Премия «Правый взгляд».
- Премия имени Николая Страхова от Лиги консервативной журналистики.

## Публикации
Книги:
- Соколов-Митрич Д. В., Эрлих Г. В. АнтиГрабовой. Кто «воскрешает» наших мертвых?. — М.: Эксмо, Яуза, 2006. — 320 с. — (АнтиМулдашев). — ISBN 5-87849-199-0 ; 978-5-87849-199-0.
- Соколов-Митрич Д. В. «Нетаджикские девочки. Нечеченские мальчики». — М.: Яуза-Пресс, 2007. — Тираж 5000 экз. — ISBN 978-5-903339-45-7
- Соколов-Митрич Д. В. «Враги народа: от чиновников до олигархов». — М.: Яуза-Пресс, 2007. — Тираж 5000 экз. — ISBN 978-5-9764-0083-2
- Соколов-Митрич Д. В. «Непоследние времена». — М.: Никея, 2012.
- Соколов-Митрич Д. В. «Реальный репортёр. Почему нас этому не учат на журфаке?!» — СПб.: Питер, 2013. — ISBN 978-5-4461-0081-1
- Соколов-Митрич Д. В. Яндекс.Книга. — М.: Манн, Иванов и Фербер, 2014. — 368 с. — (Реальные истории). — 10 000 экз. — ISBN 978-5-00057-092-0.
- Соколов-Митрич Д.В. «Мы здесь, чтобы победить» — М.: Эксмо, 2016 г.
- Соколов-Митрич Д. В., Пищикова Е. В., Татулова А. А. «Нельзя, но можно. История АндерСон в смыслах, рецептах и цифрах», М.: Манн, Иванов и Фербер, 2019